# Schronisko w Iglicy
Schronisko w Iglicy – schron jaskiniowy znajdujący się na wzniesieniu Rogożowej Skały, w miejscowości Przeginia, w województwie małopolskim, w powiecie krakowskim, w gminie Jerzmanowice-Przeginia. Skała znajduje się w najwyższej części Doliny Czubrówki na Wyżynie Olkuskiej w obrębie Wyżyny Krakowsko-Częstochowskiej.

## Opis schroniska
Schronisko znajduje się w najdalej na południe wysuniętej skale Rogożowej Turni, stojącej u podstawy wzniesienia, na obrzeżu lasu i pól uprawnych. Znajduje się u jej wschodniej podstawy, w porośniętym leszczyną i jeżynami stromym zboczu. Jest to okap z płytką wnęką i ciągnącą się od niej w skale szczeliną.
Schronisko powstało na pionowej szczelinie skalnej w wapieniach z okresu jury późnej. Ściany skały pokrywają czarne i rude naloty, a w skale znajdują się krzemienie. Dno schroniska pokrywa drobny wapienny gruz i piasek oraz liście.

## Historia dokumentacji
Schronisko było znane od dawna, ale nie było w literaturze wymieniane. Po raz pierwszy pomierzyli go M. Kozioł i A. Polonius w lipcu 2014 r. Plan wykonał Adam Polonius.

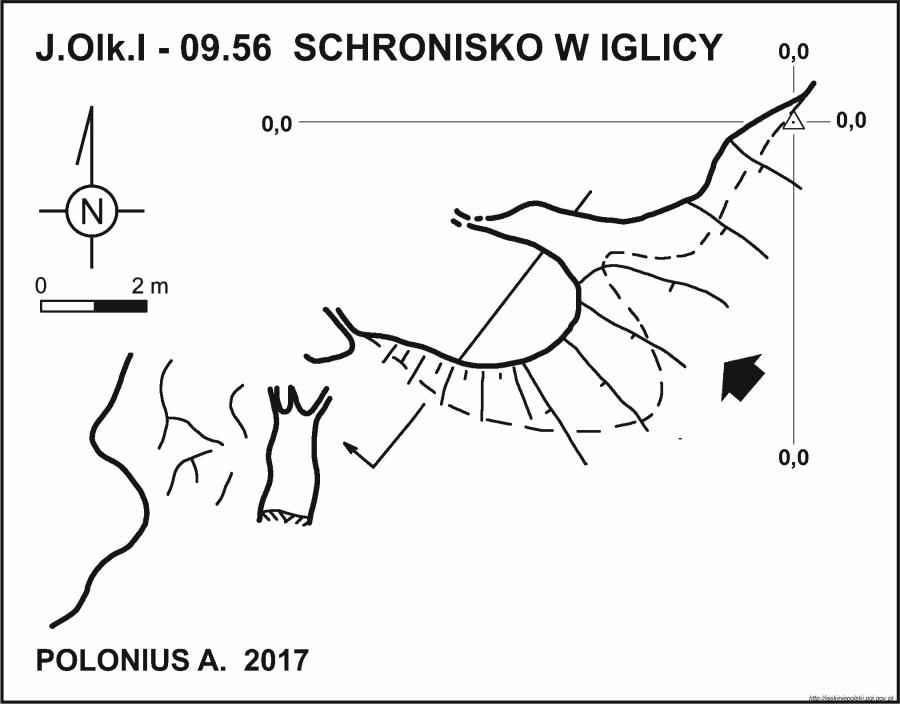
Plan